# Народження Японії (фільм)
«Народження Японії», інша назва — «Три скарби»(яп. 日本誕生 日本誕生: ніхон тандзьо; англ. The Three Treasures) — японський фільм 1959 року, знятий майстром жанрового кіно, режисером Хіросі Інагакі. Епічна сага про японських богів і зародження релігії Синто, заснована на стародавніх японських міфах і легендах, описаних, до прикладу, в таких пам'ятках японської літератури як Кодзікі та Ніхон Сьокі. У цій добре продуманій, візуально приголомшливій історії з японської міфології показані пригоди легендарного принца Ямато Такеру. Причина цих пригод пов'язана зі створенням і / або відкриттям «трьох скарбів», що лежать в основі синтоїстській релігії й міфічного походження Японії (Ямато), а також її імператорів. Ці «три скарби» — меч Кусанагі-но цуругі, дзеркало Ята-но Кагамі і дорогоцінний камінь Ясакані-но Магатама — все ще є частиною старовинних коронаційних регалій японського імператорського дому, що ретельно охороняються. За сюжетною лінією, принц вбиває дракона і переживає всілякі стихійні лиха — землетруси, вулканічні викиди, повені. Героїчні історії про те, як виникла Японія та імператорська сім'я, розповідаються в епічному стилі.
На думку західних критиків, постановка була зроблена під враженням японців від голлівудського блокбастера на біблійну тему «Десять заповідей» (1956), знятого Сесілем Б. Де Міллем. Фільм має також відношення до кінострічки «Годзілла» (1954) завдяки двом важливим співробітникам знімальної групи: над спецефектами працював Ейдзі Цубурая і музику написав Акіра Іфукубе. Творчість Цубурая мала сильний вплив на фантастичні стилі в японському кіно і на телебаченні.
У цьому великомасштабному проекті студії «Тохо» взяли участь багато найвідоміших зірок японського кіно того часу (деякі в ледь помітних крихітних ролях): Тосіро Міфуне, Гандзіро Накамура, Кінуйо Танака, Сецуко Хара, Такасі Сімура, Ейдзіро Тоно, Нобуко Отова, Йоко Цукаса, Кеко Кагава, Акіра Такарада, Дайске Като, Харуко Сугімура, Кодзі Цурута та інші.

## Сюжет
Фільм починається з розповіді про створення світу і людства в дусі синтоїстської віри. У початкових кадрах показано формування неба посеред хаотичного всесвіту і поява пантеону синтоїстських богів і богинь. Двоє з них, боги чоловічої і жіночої статі, Ідзанаґи та Ідзанамі (яп. — «перший чоловік» і «перша жінка»; подоба християнських Адама і Єви), повинні спробувати перетворити втоплений світ нижче небес на щось тверде і придатне для життя. Стоячи на райдужному мосту (Амано Укіхасі), що з'єднує два царства, Ідзанаґі розмішує киплячу масу, що виходить з води, орудуючи списом. Боги відвідують виступаючий з води острівець твердої землі, названий Оногоро. Коли вони спускаються на Землю, роблять перший в історії шлюбний обряд, обходячи острів. Роки по тому цю історію переповість стара оповідачка громадянам Ямато, королівства на Хонсю, названого на честь клану правителів цього району, від якого, за переказами, бере свій початок імператорська династія Японії. Оповідачка розповідає легенду про створення японських островів, історію японської нації і підкреслює центральну драму, в якій головною дійовою особою буде Ямато Оусу, син літнього імператора Кейко.
Повернувшись з успішного полювання, принц Оусу дізнається, що його старший брат завів інтрижку з однією з наложниць їхнього батька, тим самим заплямував сімейну честь. Знайшовши їх разом в хатині, принц Оусу жорстоко поводиться з братом і відправляє його у вигнання. Імператор Кейко все більше потрапляє під контроль клану своєї другої дружини на чолі з підступним патріархом Оотомо, і коли брат принца Оусу намагається повернутися, Оотомо наказує своїм людям убити його. У той же час Оотомо тисне на імператора Кейко, щоб він відправив свого сина Оусу в ризикований військовий похід, сподіваючись на його смерть. Йому потрібно за всяку ціну усунути принца Оусу як єдину перешкоду до трону для сина свого клану. Перше завдання для принца — усунути баронів-розбійників братів Кумос, помічених в убивствах і розпусті, і взяти під контроль Ямато їхню територію. Принц Оусу вбив старшого з братів Кумос і завдав смертельного поранення молодшому. Але той, як людина більш розумна, на відміну від старшого брата-бандита, перед смертю запропонував переможцю нове ім'я Ямато Такеру, перекладне як Сміливець з Ямато. Він також благає його принести мир воюючій нації, об'єднавши її під сильною рукою.

## У ролях
- Тосіро Міфуне — принц Ямато Такеру / бог Сусаноо
- Гандзіро Накамура — імператор Кейко
- Йоко Цукаса — принцеса Ото Татібана
- Акіхіко Хірата — Кібіно Такехіко
- Кьоко Кагава — принцеса Міядзу
- Такасі Сімура — старший Кумасо
- Кодзі Цурута — молодший Кумасо
- Сецуко Хара — Аматерасу, богиня Сонця
- Кумі Мідзуно — Адзамі
- Міса Уехара — принцеса Кусинада
- Кинуё Танака — принцеса Ямато
- Акіра Такарада — принц Вакатарасі
- Акіра Кубо — принц Іогі
- Хадзіме Ідзу — принц Інотиі, старший брат принца Ямато Такеру
- ЕйдзІро Тоно — Оотомо
- ХІсая Іто — Кодате Оотомо
- Кодзо Номура — Макері Оотомо
- Дзюн Тадзакі — полководець Курохіко
- Ю Фудзікі — Окабі
- Йосіо Косугі — Інаба
- Харуко Сугімура — стара-оповідальниця
- Тіеко Накакіта — Тенадзуті
- Кен'їті Еномото — один із богів
- Ітіро Арісіма — один із богів
- Норіхей Мікі — один із богів
- Нобуко Отова — богиня Удзуме
- Дайске Като — бог Фудетама
- Кейдзю Кобаясі — бог Амацумаура
- Бокудзен Хідарі — бог Аменомінака
- Норіхей Мікі — один із богів

## Прем'єри
- Японія — національна прем'єра фільму відбулася 25 жовтня 1959 року[2];
- США — прем'єра 20 грудня 1960 року[3];
- Іспанія — вперше показаний в 1972 році .

## Номінації
Премія журналу «Кінема Дзюмпо» (1930)
- Номінація на премію за кращий фільм 1959 р., однак за результатами голосування кінострічка зайняла лише 27 місце.